# إيرين بوده
إيرين بوده (بالإنجليزية: Erin Bode)‏ هي عازفة الجاز أمريكية، (ولدت في ويزاتا في الولايات المتحدة القرن 20  م).

## وصلات خارجية
- إيرين بوده على موقع ميوزك برينز (الإنجليزية)
- إيرين بوده على موقع ديسكوغز (الإنجليزية)